# Anonidium
Anonidium  es un género de plantas fanerógamas con siete especies perteneciente a la familia de las anonáceas. Son nativas del África tropical.

## Taxonomía
El género fue descrito por Engl. & Diels y publicado en Notizblatt des Koniglichen botanischen Gartens und Museums zu Berlin 3: 50, 56. 1900.  La especie tipo es: Anonidium mannii

## Especies
- Anonidium brieyi
- Anonidium floribundum
- Anonidium friesianum
- Anonidium laurentii
- Anonidium le-testui
- Anonidium mannii
- Anonidium usamharense